# أجوان (رواية)
أجوان هي رواية خيال علمي من تأليف الكاتبة والروائية الإماراتية نورة النومان. صدرت عن دار نهضة مصر في 2012.
حازت الرواية جائزة أفضل كتاب لليافعين من جوائز اتصالات لكتاب الطفل في عام 2013.
أصدرت دار نهضة مصر الجزء الثاني من أجوان بعنوان "ماندان" في يناير 2014، والجزء الثالث بعنوان "سَيْدونِيَة" في 2016.

## أحداث الرواية
تدور أحداث الرواية حول فتاة تُدعى "أجوان"، في ال19 من عمرها، يتعرض كوكبها للتدمير، وتفقد عائلتها وأصدقائها، وتزداد الأمور سوءًا عندما يُختطف ابنها، حينها تقرر مواجهة الصعوبات والعراقيل من أجل العثور على ابنها؛ فتبدأ بمحاربة مجموعات مسلحة مجهولة تغزو الكواكب الأخرى بلا هدف، وبذلك تكتشف قواها الخفية.

## المسلسل
أُنتج مسلسل خيال علمي كرتوني مبني على أحداث الرواية بشراكة بين "مؤسسة فن"، و"باراجون إنترتينمينت" ومنصة شاهد. وهو من إنتاج أيمن طارق جمال والشيخة جواهر بنت عبد الله القاسمي، وإخراج عرفة المغيرية ونور الشيخ الأرض، وشارك فيه منتجا منفذا عارف جيلاني وهدى أحمد الهرمودي.